# David Booker
David Booker,  es un escultor de Australia, donde nació en  1954.

## Datos biográficos

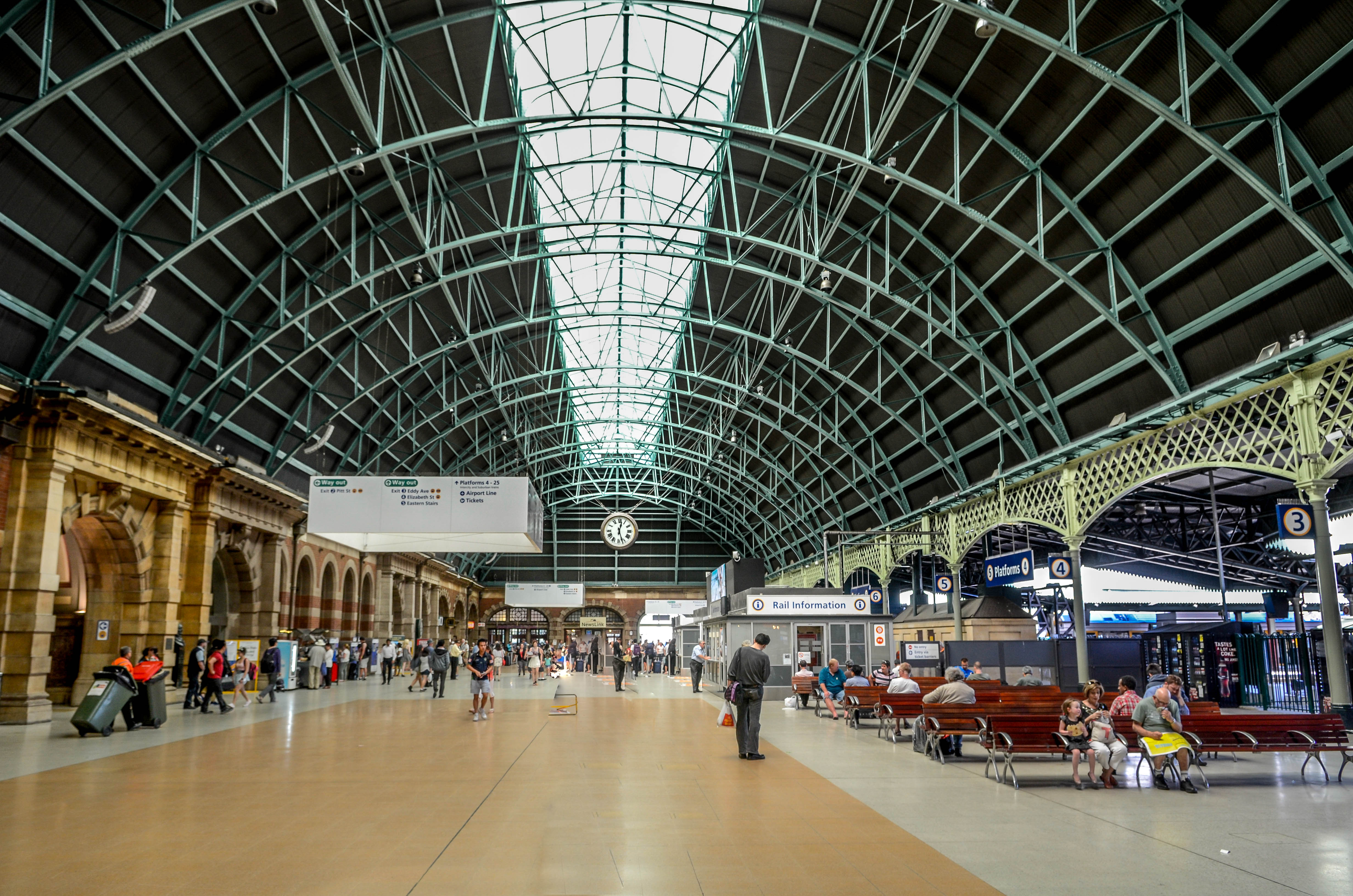
Interior de la Estación Central de Ferrocarriles de Sídney, donde tuvo lugar la primera exposición individual de las escultoras de Booker en 1983

David Booker es un artista australiano que nació en 1954. Su periodo de formación lo pasó en  Sídney y en Hobart, Tasmania. Su primera exposición individual tuvo lugar en  1983, en el vestíbulo principal de la Estación Central de Ferrocarriles de Sídney. Desde entonces ha seguido exponiendo sus esculturas en exposiciones colectivas e individuales, centrándose en la integración de sus temas , especialmente la integración de sus obras en la arquitectura urbana, en las ciudades de arte italianas  y en los edificios contemporáneos. 
Booker vive actualmente en Umbría, Italia.